# باب‌اسفنجی شلوارمکعبی: نکات برجسته تم اصلی
| بررسی انتقادی | بررسی انتقادی |
| منبع          | رتبه‌بندی      |
| ------------- | ------------- |
| Allmusic      | link          |

باب‌اسفنجی شلوارمکعبی: نکات برجسته تم اصلی آلبوم اولیه‌ای از آهنگ‌های پخش شده در مجموعه تلویزیونی شرکت نیکلودئون کارتون باب‌اسفنجی شلوارمکعبی است. این آلبوم شامل آهنگ‌هایی است که توسط شخصیت‌های کارتونی خوانده شده‌است: باب‌اسفنجی شلوارمکعبی، سندی چیکس، پاتریک ستاره دریایی، اختاپوس هشت‌پا و پلانکتون. این آلبوم به‌طور کامل ۹ دقیقه و ۹ ثانیه است که شامل هفت آهنگ می‌شود.
ترانهٔ «پیش از خواب زمستانی» یک نسخه ویرایش شده از «خرخرهٔ مرگ» است که پیش از این بر روی آلبوم پنترا به نام اختراع دوباره پولاد منتشر شده‌بود.

## لیست ترانه‌ها
1. تم‌های باب‌اسفنجی شلوارمکعبی – پاتی طوطی و بچه‌ها
2. لوپ د لوپ – Ween
3. ترانهٔ تکس – جونیور براون و سندی چیکس
4. پیش از خواب زمستانی – پنترا
5. شلوار گشاد – باب‌اسفنجی و بازندگان
6. ترانهٔ F.U.N. – باب‌اسفنجی و پلانکتون
7. باب‌اسفنجی شلوار ترسناک – The Ghastly Ones